# Шароле (порода коров)

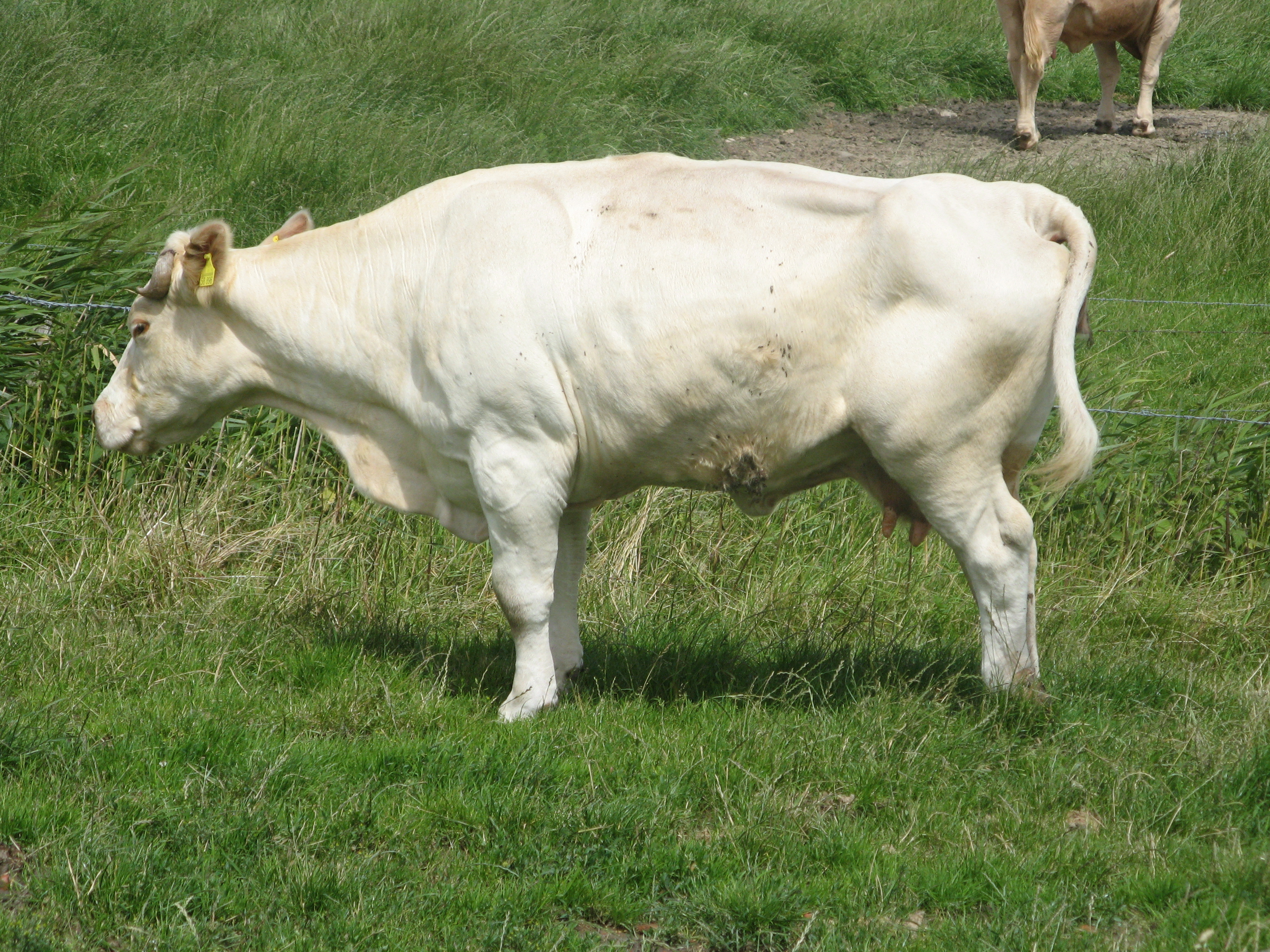
Корова

Шароле (фр. Charolaise) — самая распространённая во Франции мясная порода крупного рогатого скота.
Выведена в XIV—XVIII веках путем улучшения местных пород в графстве Шароле и соседней провинции Брионне. Эта территория имела естественные границы — реки Арконс и Луара на востоке и западе, горы Морван на севере и Божоле на юге, что препятствовало торговле скотом и его перемещению.
Масть кремово-белая.
Скот крупный, выраженного мясного типа, туловище удлиненное, с хорошо развитыми мускулами. Рост в холке до 165 см.
Живая масса взрослых коров — 650—750 (до 1200) кг, быков — 1000—1100 (до 1650) кг.
Вес телят при рождении до 65 кг, что может осложнить отёл. При отъёме в 8 месяцев бычки весят 350 кг, тёлочки 280 кг. В возрасте 1,5 года бычки могут достигать 650 кг. Убойный выход от 60 до 70 процентов.
Молочность коров 1700—1900 (до 2500) кг (за 8 месяцев лактации). Жирность молока до 4 и более процентов. Срок хозяйственного использования коров — до 15 летнего возраста.
Недостаток — большая потребность в кормах в зимний период. Поэтому скот шароле экономически целесообразно разводить там, где продолжительность пастбищного периода — не менее 10 месяцев в году.
На 1 января 2015 года во Франции насчитывалось 4,22 млн голов скота породы Шароле, в том числе 1,56 млн коров. Разводится в 68 странах.